# Nicholas Collins
Nicholas "Nic" Collins est un batteur américain né le 21 avril 2001 à Genève, en Suisse,. Il est principalement connu pour avoir accompagné son père Phil Collins, Genesis et Mike and the Mechanics, ainsi que pour ses groupes Better Strangers et The Effect.

## Biographie

### Jeunesse et formation
Nicholas est le fils du chanteur et batteur Phil Collins et de sa troisième épouse Orianne Cevey, d'origine suisse. Il commence à jouer de la batterie à l'âge de 2 ans.

### Carrière
Il fait sa première apparition en public à l'âge de 15 ans en jouant de la batterie aux côtés de son père, puis l'accompagne lors de sa tournée « Not Dead Yet » de 2017 à 2019,.
Il rejoint ensuite le groupe Genesis pour sa tournée The Last Domino? Tour de 2020 à 2022,, à la place de Chester Thompson qui occupait le poste de batteur en concert du groupe depuis 1977. Le claviériste Tony Banks salue ses compétences, affirmant que « son approche a donné au groupe l'opportunité d'interpréter des chansons qu'ils avaient auparavant évitées ».
En 2022, Nicholas crée son propre groupe, Better Strangers, qui réunit le bassiste Yang Waingarten, le guitariste Joey Rodriguez et le chanteur Ricky deCasa. En avril 2022, leur premier single intitulé « But I Don't Know Your Name » est publié.
En septembre de la même année, Nicholas annonce participer à la tournée de Mike and the Mechanics intitulée « Refueled 2023 » en remplacement de le batteur habituel Gary Wallis.
En octobre 2023, Nicholas crée un second groupe, The Effect, autour du guitariste Trev Lukather (fils du guitariste de Toto Steve Lukather), du claviériste Steve Maggiora et du chanteur Emmett Stang. The Effect sort son premier single « Unwanted » le même mois.